# إلدين ياكوبوفيتش
إلدين ياكوبوفيتش (بالألمانية: Eldin Jakupović) (مواليد 2 أكتوبر 1984 في كوزاراك، البوسنة والهرسك، يوغسلافيا)، هو لاعب كرة قدم سويسري يلعب مع نادي إيفرتون في الدوري الإنجليزي الممتاز في مركز حراسة المرمى.
لعب مع هال سيتي منذ عام 2012 وحتى عام 2017.
بدأ باللعب مع منتخب سويسرا لكرة القدم في عام 2008.

## روابط خارجية
- إلدين ياكوبوفيتش على موقع الاتحاد الدولي (مؤرشف)  (الإنجليزية)
- إلدين ياكوبوفيتش على موقع الاتحاد الأوربي (الإنجليزية)
- إلدين ياكوبوفيتش على موقع الدوري الأمريكي (الإنجليزية)
- إلدين ياكوبوفيتش على موقع قاعدة بيانات كرة القدم.إي يو (الإنجليزية)
- إلدين ياكوبوفيتش على موقع ليكيب (الفرنسية)
- إلدين ياكوبوفيتش على موقع ناشيونال فوتبول تيمز (الإنجليزية)
- إلدين ياكوبوفيتش على موقع Soccerbase.com (لاعب) (الإنجليزية)
- إلدين ياكوبوفيتش على موقع Soccerway.com (الإنجليزية)
- إلدين ياكوبوفيتش على موقع عالم كرة القدم.نت (الإنجليزية)
- إلدين ياكوبوفيتش على موقع AS.com (الإسبانية)